# Episodi di Jellystone (prima stagione)
La prima stagione della serie animata Jellystone, composta da 21 episodi, è stata pubblicata negli Stati Uniti, da HBO Max, dal 29 luglio al 21 ottobre 2021.
In Italia la stagione è stata trasmessa dal 29 novembre al 13 dicembre 2021 su Cartoon Network. L'episodio speciale Il libro degli incantesimi verrà trasmesso insieme alla seconda stagione della serie il 28 luglio 2022.
| nº | Titolo originale                    | Titolo italiano             | Pubblicazione USA | Prima TV Italia  |
| -- | ----------------------------------- | --------------------------- | ----------------- | ---------------- |
| 1  | Yogi's Tummy Trouble                | Il pancino nucleare         | 29 luglio 2021    | 29 novembre 2021 |
| 2  | Gorilla in Our Midst                | Un gorilla tra noi          | 29 luglio 2021    | 29 novembre 2021 |
| 3  | Boo Boots                           | Gli stivali di Bubu         | 29 luglio 2021    | 30 novembre 2021 |
| 4  | My Doggie Dave                      | Serata tra amici            | 29 luglio 2021    | 30 novembre 2021 |
| 5  | A Coconut to Remember               | La promozione               | 29 luglio 2021    | 1º dicembre 2021 |
| 6  | Grocery Store                       | Tutta colpa delle banane    | 29 luglio 2021    | 1º dicembre 2021 |
| 7  | Must Be Jelly                       | Il raggio gelatinoso        | 29 luglio 2021    | 2 dicembre 2021  |
| 8  | Cats Do Dance                       | La gang rivale              | 29 luglio 2021    | 2 dicembre 2021  |
| 9  | VIP Baby You Know Me                | I Banana Splits             | 29 luglio 2021    | 3 dicembre 2021  |
| 10 | El Kabong's Kabong is Gone          | Un eroe senza chitarra      | 29 luglio 2021    | 3 dicembre 2021  |
| 11 | Mr. Flabby Dabby Wabby Jabby        | Il travestimento perfetto   | 29 luglio 2021    | 6 dicembre 2021  |
| 12 | Ice Ice Daddy                       | Una sorpresa nel ghiaccio   | 29 luglio 2021    | 6 dicembre 2021  |
| 13 | DNA, A-OK!                          | il test del DNA             | 29 luglio 2021    | 7 dicembre 2021  |
| 14 | Face of the Town!                   | Il centenario di Jellystone | 29 luglio 2021    | 7 dicembre 2021  |
| 15 | Cattanooga Cheese Explosion         | Tutto per la pizza          | 29 luglio 2021    | 9 dicembre 2021  |
| 16 | Squish or Miss                      | Il succo della paura        | 29 luglio 2021    | 9 dicembre 2021  |
| 17 | Gotta Kiss Them All                 | Il videogioco               | 29 luglio 2021    | 10 dicembre 2021 |
| 18 | Jelly Wrestle Rumble!               | Il torneo di wrestling      | 29 luglio 2021    | 10 dicembre 2021 |
| 19 | A Fish Sticky Situation             | I bastoncini di pesce       | 29 luglio 2021    | 13 dicembre 2021 |
| 20 | A Town Video: Welcome to Jellystone | Yoghi, regista d'autore     | 29 luglio 2021    | 13 dicembre 2021 |
| 21 | Spell Book                          | Il libro degli incantesimi  | 21 ottobre 2021   | 28 luglio 2022   |